# Зубрихин, Александр Валерьевич
Алекса́ндр Вале́рьевич Зубри́хин (род. 28 октября 1974, Стрый, СССР) — украинский боксёр, представитель средней весовой категории. Выступал за сборную Украины по боксу во второй половине 1990-х годов, чемпион Украины, бронзовый призёр чемпионата Европы, победитель и призёр первенств национального значения, участник летних Олимпийских игр в Сиднее.

## Биография
Александр Зубрихин родился 28 октября 1974 года в городе Стрый Львовской области Украинской ССР.
Первого серьёзного успеха на взрослом международном уровне добился в сезоне 1995 года, когда вошёл в состав украинской национальной сборной и одержал победу на международном турнире в Ливерпуле.
В 1997 году стал бронзовым призёром Кубка Акрополиса в Афинах, получил серебро на международном турнире «Трофео Италия» в Неаполе и выступил на чемпионате мира в Будапеште, где уже на стадии 1/16 финала был остановлен болгарином Эмилом Крастевым. В следующем сезоне добавил в послужной список бронзовую медаль, полученную на мемориальном турнире Феликса Штамма в Варшаве, стал серебряным призёром многонационального турнира в Ливерпуле. В 1999 году одолел всех оппонентов на Кубке Чёрного моря в Севастополе.
Наиболее успешным сезоном в карьере Зубрихина оказался сезон 2000 года. Он стал чемпионом Украины в зачёте средней весовой категории, выиграл бронзовую медаль на чемпионате Европы в Тампере, взял серебро на Московском международном турнире четырёх наций, где единственное поражение потерпел в финале от россиянина Гайдарбека Гайдарбекова. Благодаря череде удачных выступлений удостоился права защищать честь страны на летних Олимпийских играх в Сиднее — благополучно прошёл здесь первого соперника, но во втором бою со счётом 9:14 проиграл венгру Жолту Эрдеи и тем самым лишился всяких шансов на попадание в число призёров. Вскоре по окончании этих соревнований принял решение завершить карьеру спортсмена, уступив место в сборной молодым украинским боксёрам.